# Melittia nilgiriensis
Melittia nilgiriensis is een vlinder uit de familie wespvlinders (Sesiidae), onderfamilie Sesiinae.
Melittia nilgiriensis is voor het eerst wetenschappelijk beschreven door Gorbunov & Arita in 1999. De soort komt voor in het Oriëntaals gebied.